# Annette Zelman
Annette Zelman, née le 6 octobre 1921 à Nancy (Meurthe-et-Moselle) et morte en août 1942 à Auschwitz (en Pologne annexée) est une victime de la politique antisémite du régime de Vichy puis du Reich hitlérien.
Juive française née de parents immigrés d’Europe de l'Est, elle est arrêtée en mai 1942 à Paris à la suite de la dénonciation du docteur Hubert Jausion, père de son fiancé Jean Jausion, qui voulait s’opposer à leur mariage. Arrêtée à titre « préventif », puis déportée alors que la mesure épargnait les femmes jusque-là, elle meurt au camp d'Auschwitz, probablement en août 1942.

## Biographie
Annette Zelman est née le 6 octobre 1921 à Nancy en Meurthe-et-Moselle en France.
Peu après la déclaration de guerre de 1939, Annette Zelman et sa famille se réfugient à Bordeaux. Recensée comme « israélite » en octobre 1940, Annette Zelman se rend à Paris pour y entamer des études aux Beaux-Arts ; elle y fréquente artistes et intellectuels du quartier latin (Jean Rouch, Yannick Bellon, etc.) Le 15 mai 1942, elle se rend à la mairie du 10e arrondissement de Paris pour déposer une demande de mariage avec Jean Jausion, poète né en 1917 et lié à la mouvance surréaliste. Opposé au mariage, le père de Jean Jausion, le Dr Hubert Jausion, intervient, selon des modalités qui restent mal éclaircies, auprès des autorités. La jeune fille est arrêtée à son domicile, 58 boulevard de Strasbourg (10e arrondissement de Paris), le 22 mai 1942 sur ordre exprès de Theodor Dannecker, chef du service des Affaires juives de la Gestapo à Paris, pour un motif « politique ». Détenue jusqu’au 10 juin 1942 au dépôt de la préfecture de police de Paris puis au camp des Tourelles, Annette Zelman fait partie, le 22 juin 1942, du troisième convoi de déportés à destination d’Auschwitz. Elle y meurt sans qu’aucune information sur son sort n’ait pu être retrouvée.
Jean Jausion déclare renoncer au mariage afin qu'Annette soit remise à sa famille ; en vain. Fâché avec son père, il se réfugie à Limoges chez les parents d’Annette qui, après l’invasion de la zone sud, restent cachés dans une cave. Il écrit sur le thème de la dénonciation un roman qui paraîtra en 1945 aux Éditions Gallimard et sera adapté au cinéma sous le même titre Un homme marche dans la ville. En août 1944, il est de retour à Paris ; arrêté par une patrouille ennemie place de la Concorde lors des combats de la Libération, il est échangé contre un officier allemand. Il retrouve pendant quelques jours Saint-Germain-des-Prés puis devient correspondant de guerre du journal Franc-Tireur. Le 6 septembre 1944, dans un geste suicidaire, il lance sa jeep contre une colonne allemande ; son corps n’a jamais été retrouvé. D'autres témoignages l'évoquent criblé de balles devant la ferme Mogador, près de Metz.

## Témoignages littéraires et postérité
La figure tragique d’Annette Zelman apparaît dans les souvenirs de Simone de Beauvoir lorsqu’elle décrit le microcosme du Café de Flore sous l’Occupation, ainsi que dans un texte de Boris Vian. Son destin a également attiré l’attention de l’historien Henri Amouroux et du romancier Patrick Modiano.
Une exposition lui est consacrée en 2024 à la Mairie du 10e arrondissement de Paris, à partir de documents familiaux de la famille Zelman et de photographies contemporaines de Jean Sierpinski, qui lui est apparenté et est parti sur ses traces.

## Analyse historique
Le destin d’Annette Zelman a été analysé par l’historien Laurent Joly selon deux axes.

D’une part, il est une illustration du massif phénomène de délation, nourri de l’antisémitisme ordinaire et des rancœurs personnelles, qui a touché la société française sous Vichy. Loin de se cantonner aux marges de la société, la délation a ainsi touché des franges de la société considérées comme honorables (le père de Jean Jausion, Hubert Jausion est un médecin, fin lettré et homme du monde).

D’autre part, il préfigure la « Solution finale » avec une accélération du rythme des déportations et leur extension aux femmes. La volonté d’anéantir totalement la communauté juive rendra vaines les tentatives d’Hubert Jausion et de Jean Jausion pour intervenir auprès des autorités.

## Filmographie

### Documentaire
Le cas d'Annette Zelman est évoqué dans le documentaire Dénoncer sous l'Occupation, de David Korn-Brzoza, coécrit avec l'historien Laurent Joly, diffusé dans la série Histoire immédiate, sur France 3, les 14 mars 2012 et 1er décembre 2015.

### Téléfilm
Le téléfilm L'Histoire d'Annette Zelman, tourné en 2022, est réalisé par Philippe Le Guay sur un scénario d'Emmanuel Salinger et Laurent Joly, avec Julie Gayet, Laurent Lucas, Ilona Bachelier et Vassili Schneider.